# Yevgueni Dráttsev
Yevgueni Yúrievich Dráttsev –en ruso, Евгений Юрьевич Дратцев– (Yaroslavl, URSS, 24 de enero de 1983) es un deportista ruso que compitió en natación, en la modalidad de aguas abiertas.
Ganó ocho medallas en el Campeonato Mundial de Natación entre los años 2006 y 2017, y cinco medallas en el Campeonato Europeo de Natación entre los años 2008 y 2014.
Participó en dos Juegos Olímpicos de Verano, en los años 2008 y 2016, ocupando el quinto lugar en Pekín 2008, en la prueba de 10 km.

## Palmarés internacional
| Campeonato Mundial | Campeonato Mundial    | Campeonato Mundial | Campeonato Mundial |
| Año                | Lugar                 | Medalla            | Prueba             |
| ------------------ | --------------------- | ------------------ | ------------------ |
| 2006               | Nápoles (Italia)      | Medalla de bronce  | 10 km              |
| 2007               | Melbourne (Australia) | Medalla de plata   | 5 km               |
| 2007               | Melbourne (Australia) | Medalla de bronce  | 10 km              |
| 2010               | Roberval (Canadá)     | Medalla de plata   | 5 km               |
| 2010               | Roberval (Canadá)     | Medalla de plata   | 10 km              |
| 2011               | Shanghái (China)      | Medalla de bronce  | 5 km               |
| 2013               | Barcelona (España)    | Medalla de bronce  | 25 km              |
| 2017               | Budapest (Hungría)    | Medalla de bronce  | 25 km              |
| Campeonato Europeo |                       |                    |                    |
| Año                | Lugar                 | Medalla            | Prueba             |
| 2008               | Dubrovnik (Croacia)   | Medalla de plata   | 10 km              |
| 2008               | Dubrovnik (Croacia)   | Medalla de plata   | Equipo mixto       |
| 2010               | Budapest (Hungría)    | Medalla de bronce  | 10 km              |
| 2014               | Berlín (Alemania)     | Medalla de plata   | 25 km              |
| 2014               | Berlín (Alemania)     | Medalla de bronce  | 10 km              |